# Чандлерівський рух
Чандлерівський рух (вільна нутація) — блукання в тілі Землі миттєвої осі незбуреного обертання внаслідок її розбіжності з головною віссю інерції.
Теорію вільної нутації для випадку абсолютно твердої Землі дав Ейлер (1765); обчислений ним період становив 305 днів. Геометрично інтерпретується хитанням великого кругового конуса, нерухомого в тілі Землі, по напрямній малого кругового конуса, з вершиною в тій же точці й нерухомого в просторі; лінія дотику конусів визначає положення миттєвої осі обертання. Практично чандлерівський рух встановив для Землі американський астроном Сет Чандлер (Chandler, 1892), він визначив складові чандлерівського руху (круговий рух з періодом 430 днів і еліптичний рух з періодом 1 рік). Лейбензон (1955) показав, що відповідності теоретичного й спостережуваного періодів чандлерівського руху можна досягти, якщо припустити наявність рідкого ядра Землі. Чандлерівський рух виявляється в безперервному зміщенні координатної мережі планети й миттєвих полюсів, які не віддаляються від середнього положення більш ніж на 0,3". Вивчення чандлерівського руху має значення для дослідження внутрішньої будови та пружних констант Землі, оскільки параметри чандлерівського руху пов'язані з пружними деформаціями Землі, що викликаються миттєвими змінами величини і напряму відцентрових сил, зумовленими зміщеннями миттєвої осі обертання щодо головної осі інерції Землі.